# La ferida
"La ferida" (títol original en anglès "The Wounded") és el dotzè episodi de la quarta temporada de la sèrie de televisió de ciència-ficció estatunidenca Star Trek: La nova generació, i el 86è de tota la sèrie. Es va emetre originalment en redifusió als Estats Units el 28 de gener de 1991. Va ser dirigit per Chip Chalmers.
Ambientada al segle XXIV, la sèrie segueix les aventures de la tripulació de la nau de la Flota Estel·lar de la Federació Enterprise-D sota el comandament del capità Jean-Luc Picard. En aquest episodi, Picard queda sorprès quan el molt respectat capità Maxwell aparentment es torna renegat i comença a destruir naus cardassianes. Maxwell afirma que els cardassians, que recentment han signat un tractat amb la Federació, s'estan rearmant en secret per a la guerra, però no té cap prova. Picard exigeix que Maxwell, l'antic comandant del transportador O'Brien, rendeixi la seva nau, però Maxwell es nega. Reticent a disparar a un company oficial, Picard demana a O'Brien que convèncer el seu vell camarada perquè es rendeixi pacíficament.
Aquest episodi s'ha destacat per presentar els cardassians, que tindrien un paper important a la franquícia Star Trek.

## Argument
Mentre patrullava prop de l'espai cardassià, la nau estel·lar Enterprise és atacada de sobte per una nau cardassiana. El capità Picard (Patrick Stewart) és capaç de convèncer el seu comandant, Gul Macet (Marc Alaimo), que es retiri, i s'assabenta que l'atac de Macet ha estat com a represàlia per un vaixell de la Federació que va atacar una estació científica cardassiana dos dies abans. Picard ho confirma amb la Flota Estel·lar, i se li diu que la nau espacial Phoenix, comandada pel capità Benjamin Maxwell (Bob Gunton), era la responsable, i li van ordenar localitzar la nau. Picard convida a Gul Macet i dos dels seus oficials a pujar a bord com a observadors per mantenir la fràgil pau entre la Federació i Cardàssia. Mentre l' Enterprise busca indicis del Phoenix, Picard descobreix que el cap del transportador Miles O'Brien (Colm Meaney) era un antic membre de la tripulació de Maxwell al Rutledge durant la guerra de Cardàssia, i el convida a unir-se a Gul. Allà, O'Brien revela que encara té un cert ressentiment pels cardassians, revelant que la família de Maxwell va ser assassinada per cardassians. Gul Macet dedueix que Maxwell ha de buscar venjança, però O'Brien ho nega.
L' Enterprise localitza el Phoenix en una ruta d'intercepció per a un vaixell de càrrega cardassià, però no podran arribar-hi a temps. Picard deixa que Gul Macet transmeti la posició del Phoenix a un creuer cardassià més proper, però Maxwell supera i destrueix tant la nau de guerra com la nau de càrrega, matant més de 650 cardassians.
Poc després, l’ "Enterprise" troba el "Phoenix" i en Maxwell es transporta a bord, saludant a O'Brien com un vell amic. Sol, Maxwell afirma a Picard que els cardassians s'estan rearmant; l'estació científica era una coberta per a una base militar, i les naus de càrrega porten armes. Picard adverteix a Maxwell pel seu comportament impropi d'un capità de la Flota Estel·lar, i s'assegura que pilotarà el Phoenix directament a l'espai de la Federació. Tanmateix, en ruta, el Phoenix trenca rumb cap a una altra nau de càrrega. Maxwell està disposat a destruir-la, exigint que els oficials de la Federació puguin pujar a bord per veure proves de l'engany dels cardassians. La tripulació de l' Enterprise assenyala que la nau de càrrega està equipada amb un camp que bloqueja les seves exploracions. Picard es prepara per disparar contra el "Phoenix" per mantenir la pau, però O'Brien demana permís per dirigir-se al "Phoenix", utilitzant un truc de transport per colar-se més enllà del seu escut i parlar amb Maxwell. A bord del Phoenix, O'Brien i Maxwell recorden el seu temps a bord del Rutledge i canten una cançó del seu passat (The Minstrel Boy). O'Brien és capaç de convèncer Maxwell que es retiri. Maxwell transfereix el seu comandament al seu primer oficial i el Phoenix comença el seu retorn a l'espai de la Federació, mentre que Maxwell torna a l' Enterprise amb O'Brien, que es manté allí a l'espera de tornar a la Flota Estel·lar.
Quan els observadors cardassians tornen a la seva nau, Picard els adverteix que, tot i que les accions de Maxwell poden haver estat inadequades, les seves sospites no són sense mèrit; l'anomenada "estació científica" es troba en una posició militar estratègica amb poc valor científic, i els escuts de les naus de càrrega van ser dissenyades específicament per bloquejar l'escaneig de la Federació. Adverteix a Gul Macet que la Federació vigilarà molt de prop els cardassians en el futur.

## Repartiment i doblatge al català
La sèrie va ser doblada al català pels estudis Tramontana (primera part) i Soundtrack (segona part) i emesa a TV3 l’any 1991. Els dobladors de l'episodi foren:
| Personatge             | Actor/actriu    | Veu en català    |
| ---------------------- | --------------- | ---------------- |
| Jean-Luc Picard        | Patrick Stewart | Joan Crosas      |
| William Riker          | Jonathan Frakes | Antoni Forteza   |
| Data                   | Brent Spinner   | Joaquim Sota     |
| Geordi La Forge        | LeVar Burton    | Aleix Estadella  |
| Worf                   | Michael Dorn    | Enric Arquimbau  |
| Beverly Crusher        | Gates McFadden  | Aurora Garcia    |
| Deanna Troi            | Marina Sirtis   | Victòria Pagès   |
| Miles O'Brien          | Colm Meaney     | Jaume Nadal      |
| Keiko O'Brien          | Rosalind Chao   | Sílvia Vilarrasa |
| Gul Marcet             | Marc Alaimo     | Toni Sevilla     |
| Capt. Benjamin Maxwell | Bob Gunton      | Fèlix Benito     |
| Almirall Haden         | John Hancock    | Manel Català     |
| Gin Telle              | Marco Rodríguez | Albert Socias    |

## Producció
El guió està molt inspirat en la novel·la de 1899 de Joseph Conrad El cor de les tenebres. La idea bàsica darrere del desenvolupament de l'episodi va ser que després d'una llarga guerra, els antics enemics no es fan amics de la nit al dia. L'equip d'autors ha volgut demostrar que aquest problema encara existeix al segle XXIV, malgrat tots els avenços.
Els vestits de l'uniforme cardassians van ser dissenyats per Robert Blackman. El maquillatge dels cardassians va ser desenvolupat per Michael West.

## Recepció
Keith DeCandido va valorar La ferida a tor.com el 2012 com un bon episodi de Star Trek: La nova generació, que sembla encara més fort en retrospectiva perquè la introducció dels cardassians va crear un dels antagonistes més importants de les produccions posteriors de Star Trek. Ja en aquest episodi són retratats com un poble interessant i polifacètic: tot i que la Telle vol espiar, en Daro està realment interessat en la pau i, finalment, les veritables intencions de Macet continuen sent inescrutables. A DeCandido també li va agradar que el personatge Miles O'Brien rebés més profunditat en ampliar la seva vida matrimonial i el seu passat. El que més li agradava és que, tot i que Maxwell podria tenir raó en les seves acusacions, no se'l presenta com un heroi per això, sinó que Picard deixa clar que el fi no justifica els mitjans. Les dues crítiques més importants de DeCandido van ser l'absència total de la tripulació de la nau de Maxwell dins de la història i la maldestra integració de la guerra contra els cardassians a la ja establerta cronologia de Star Trek (no hi ha cap referència en les tres temporades anteriors a un gran conflicte militar que hagués acabat recentment).
Empire va classificar "La ferida" com el 31è millor dels 50 millors episodis de tots els més de 700 episodis de televisió de Star Trek. Aquesta revista de cinema assenyala que el capità Picard ha de fer malabars amb les dificultats d'un capità renegat de la Flota Estel·lar, mentre les consideracions polítiques i militars s'acumulen a la frontera entre la guerra i la pau amb els recentment introduïts cardassians. Gizmodo va qualificar "La ferida" com el 80è episodi més gran de Star Trek. Business Insider va enumerar "La ferida" com un dels episodis més infravalorats de la franquícia Star Trek en aquell moment.
Den of Geek el va classificar entre els 25 capítols que s’han de veure de Star Trek: La nova generació.
TrekMovie.com el va suggerir com a visualització per la Diada de Sant Patrici a causa del seu contingut irlandès, en particular per a la interpretació del Capità Maxwell i Miles O'Brien de la balada irlandesa "The Minstrel Boy".
Pel que fa a Benjamin Maxwell de la Flota Estel·lar, IGN va classificar a Maxwell com el 25è millor personatge de Star Trek. Wired va classificar a Maxwell com el 94è personatge més important de la Flota Estelar a l'univers Star Trek.

## Mitjans domèstics
"La ferida" es va publicar amb la caixa del DVD de la quarta temporada de Star Trek: La nova generació, llançat als Estats Units el 3 de setembre de 2002.
El 23 d'abril de 1996, els episodis "Un dia d'en Data" i "La ferida" van ser llançats en LaserDisc als Estats Units per Paramount Home Video inclosos en un sol disc òptic de 12 polzades de doble cara.
CBS va anunciar el 28 de setembre de 2011, en celebració del vint-i-cinquè aniversari de la sèrie, que Star Trek: La nova generació seria completament remasteritzada en 1080p d'alta definició del negatiu de 35 mm. Per a la remasterització, es van tornar a escanejar i reeditar gairebé 25.000 rodets de pel·lícules originals, i tots els efectes visuals es van recompondre digitalment a partir de negatius originals de gran format i de preses CGI de nova creació. El llançament va anar acompanyat del so 7.1 DTS Master Audio. El 30 de juliol de 2013 "La ferida" es va llançar en alta definició de 1080p com a part de la caixa Blu-ray de la temporada 4 als Estats Units. El conjunt es va llançar el 29 de juliol de 2013 al Regne Unit.